# Tigridia pavonia
Tigridia pavonia es la especie tipo del género Tigridia, de la familia Iridaceae. La especie está presente en gran parte de México, en Guatemala, El Salvador y Honduras. También se considera naturalizada en Colombia, Ecuador y Perú.
Es muy popular como planta ornamental. Las flores tiene una gran variedad de colores. Abren temprano en la mañana y se cierran al anochecer. Cada día se abre una flor diferente. Las plantas cultivadas a partir de semillas florecen un año después de sembrarse.
Los bulbos son comestibles y han sido utilizados por los pueblos nativos de los Estados Unidos. Tiene un sabor a castaña.
Aphis newtoni Theobald puede encontrarse en Iris bloudowii, Iris latifolia, Iris spuria y Tigridia pavonia.

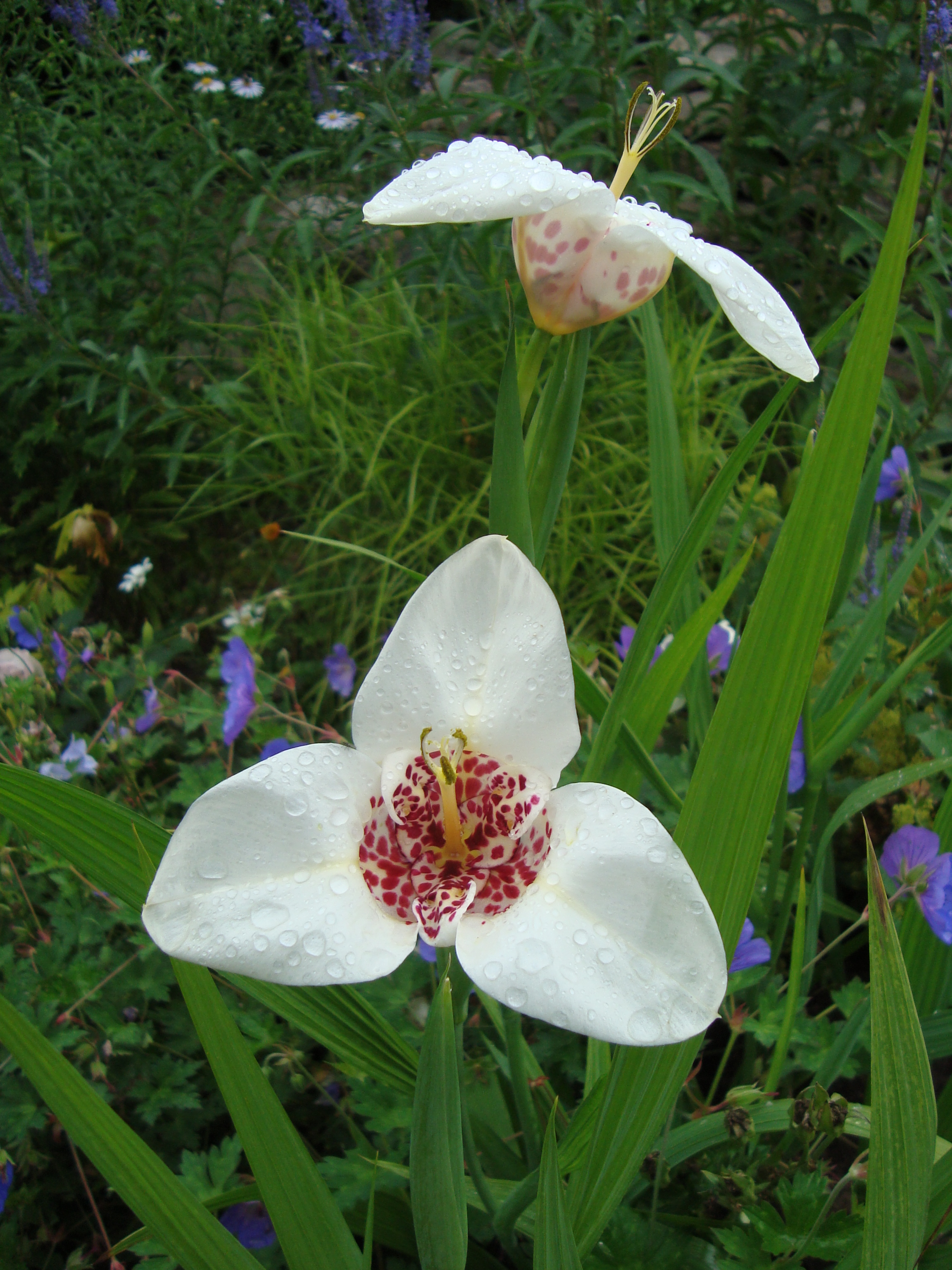
var. 'Alba grandiflora'
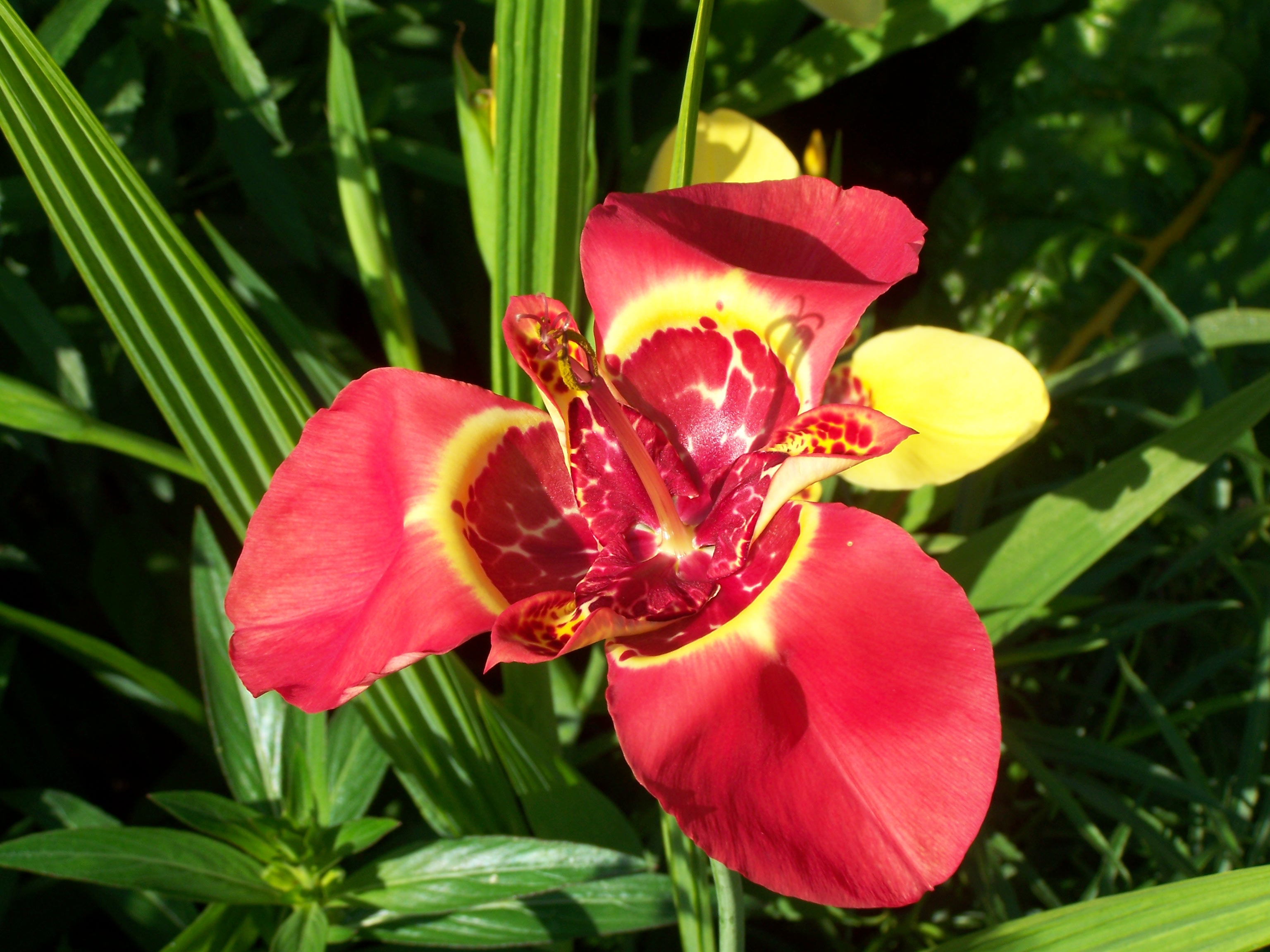
var. 'Sunset in Oz'
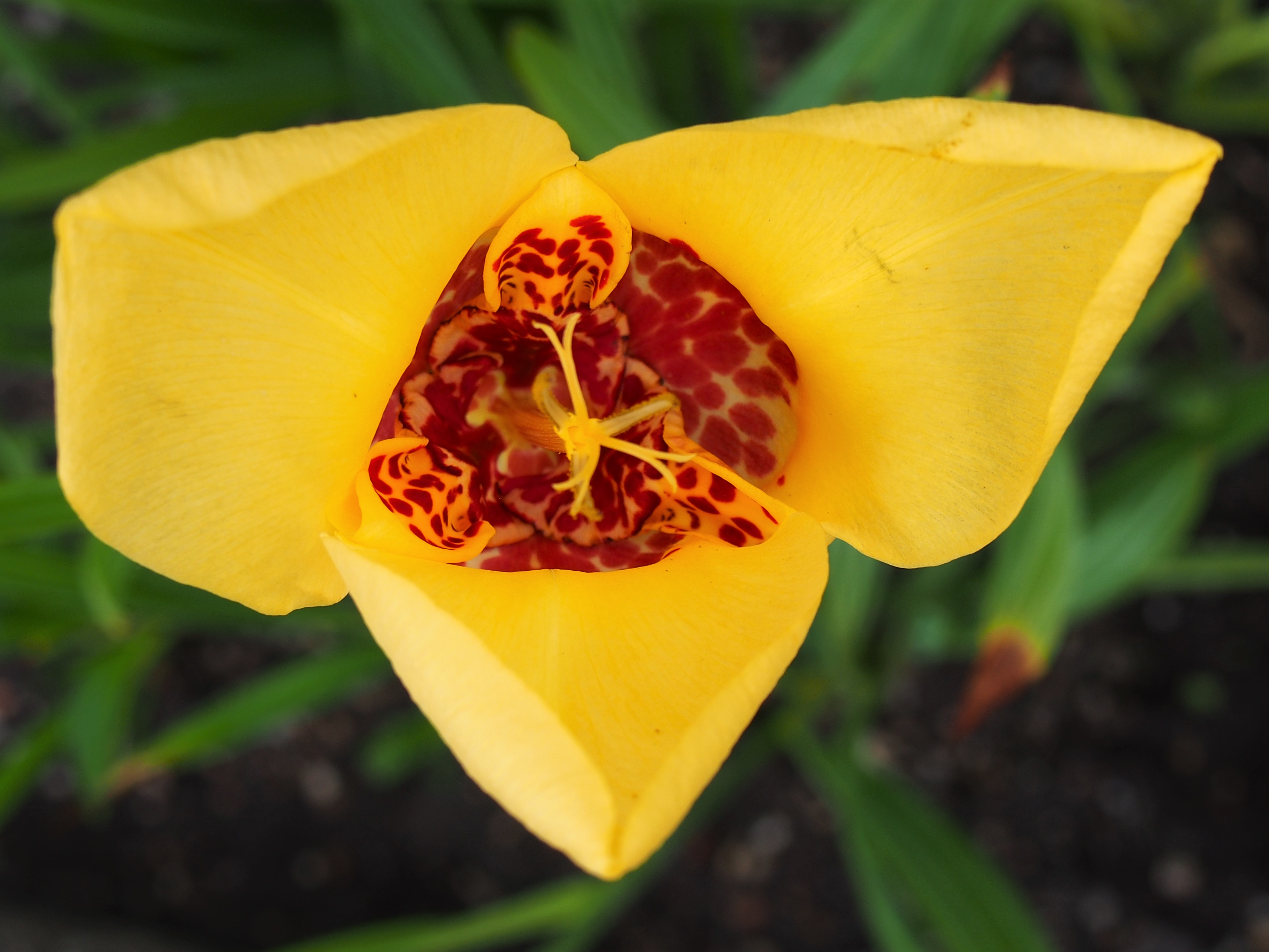
var. 'Aurea'

## En México
Se localiza ampliamente en México. Puede encontrarse en la Sierra Madre Oriental y Occidental, el Eje Volcánico Transversal, la Sierra Madre del Sur y la Sierra Madre de Chiapas; entre los 500 y 3500 m s. n. m. en ambientes arvenses o rurales.[cita requerida]

## Nombres comunes
- cacomite[7]
- flor de concha de México[3]
- flor de la maravilla[7]
- flor pavoreal[3]
- flor tigre[7][3]
- iris tigre[5]
- lili sombrero de jockey[8]
- maravilla de Quito[7]
- ocoloxochitl[7]
- trinitaria[7]
- yerba de la trinidad[7]